# Aleksander Jevšek
Aleksander Jevšek (ur. 21 lipca 1961 w Slovenj Gradcu) – słoweński policjant, prawnik, polityk i samorządowiec, od 2022 minister.

## Życiorys
Uzyskał magisterium z prawa na Uniwersytecie Lublańskim, doktoryzował się w zakresie kryminologii. Do 2011 pracował w słoweńskiej policji, m.in. przez cztery lata jako dyrektor policji kryminalnej. W latach 2012–2014 był ekspertem w ramach projektu Komisji Europejskiej w Bośni i Hercegowinie w zakresie dostosowywania prawa karnego do standardów UE.
Zaangażował się w działalność polityczną w ramach Socjaldemokratów. W 2014 został burmistrzem gminy miejskiej Murska Sobota. Przez dwie kadencje pełnił funkcję przewodniczącego zrzeszenia słoweńskich gmin. Wszedł w skład słoweńskiej delegacji do Komitetu Regionów. W czerwcu 2022 objął funkcję ministra bez teki do spraw rozwoju i europejskiej polityki spójności w rządzie Roberta Goloba. W styczniu 2023 w tym samym gabinecie przeszedł na nowo utworzone stanowisko ministra spójności i rozwoju regionalnego.